# Station Pierściec
Station Pierściec is een spoorwegstation in de Poolse plaats Pierściec.